# Ciutat Marítima Mercantil de Liverpool
La Ciutat Marítima Mercantil de Liverpool és un indret Patrimoni de la Humanitat de la UNESCO que comprèn sis punts al centre de Liverpool, entre elles Pier Head, Albert Dock o William Brown Street i d'altres famoses localitzacions de la ciutat.
L'indret va ser inclòs durant la 28ens reunió del comitè de la UNESCO el 2004, sota els criteris ii, iii i iv, destacant que el port era l'"exemple suprem d'un port comercial en l'època de més gran influència del Regne Unit". El 2012 se'l va incloure en la Llista del Patrimoni de la Humanitat en perill degut a la construcció del complex Liverpool Waters.

## Ubicacions
La Ciutat Marítima Mercantil de Liverpool comprèn sis ubicacions separades per tot el centre de la ciutat, cada una de les quals es relaciona amb un component i època diferent en la història marítima de Liverpool. Aquestes són:
1. El Pier Head
2. L'Albert Dock
3. L'àrea de conservació Stanley Dock
4. L'àrea de conservació de Duke Street
5. El districte comercial (Castle Street)
6. El districte cultural (William Brown Street)